# Bruno Cunha Lima
Bruno Cunha Lima Branco  (Campina Grande, 17 de novembro de 1990) é um político brasileiro, filiado ao União Brasil (UNIÃO). É atual prefeito de Campina Grande e foi deputado estadual da Paraíba.
Neto do ex-senador Ivandro Cunha Lima e sobrinho-neto do ex-governador Ronaldo Cunha Lima, foi eleito prefeito do município de Campina Grande, em 1º turno das eleições de 2020, com 54,58% dos votos válidos, um total de 111.526 votos.
Foi diretor do DCE do Curso de Direito e foi presidente do Diretório Jovem do PSDB. Foi eleito o vereador mais votado no município de Campina Grande em 2012, pela coligação "Por Amor a Campina I" (PSB / PRP / PSDB / PSD), conquistando 4.631 votos (2,14%).
Em 2014, foi eleito deputado estadual pelo PSDB, obtendo 34.054 votos (1.69%). Nesta legislatura foi presidente da Frente Parlamentar de Combate ao Câncer e presidente da Frente Parlamentar em Defesa da UEPB.
Em 2018, foi candidato a deputado federal pelo Solidariedade, obtendo 44.143 votos (2,22%), alcançando a segunda suplência da coligação e a maior votação para o cargo na cidade de Campina Grande.
Foi presidente estadual do partido Solidariedade, ao qual se filiou em 7 de abril de 2018 e se desfiliou em dezembro do mesmo ano, após ingresso do ex-deputado federal e vice-prefeito de João Pessoa Manoel Junior.